# Speakerboxxx/The Love Below
Speakerboxxx/The Love Below is een dubbelalbum van het Amerikaanse hiphopduo OutKast. Het is uitgebracht op 23 september 2003 en bestaat feitelijk uit twee soloalbums: Speakerboxxx van Big Boi en The Love Below van André 3000. Het album bracht singles als “Hey Ya!”, “Roses”, “The Way You Move” en “Ghetto Musick”.
Speakerboxxx/The Love Below won in 2004 de Grammy Award voor zowel "Album of the Year" (de eerste keer dat een rapartiest deze prijs ontving) als "Best Rap Album". In totaal werd het album 5,5 miljoen keer verkocht. Omdat de RIAA dubbelalbums ook als dubbel verkocht tellen, kwam het aantal op 11 miljoen uit en bereikte het een diamanten status.

## Productie

### Opnamen
OutKast begon snel na het uitbrengen van Stankonia aan het nieuwe album. Rond de jaarwisseling van 2001 waren er plannen bekend om een dubbelalbum uit te brengen. Enkele nummers die voor Stankonia waren opgenomen maar niet op het album terechtkwamen, werden ook overwogen voor de nieuwe plaat, zoals Big Boi vermeldde: “Een album wordt helemaal van mij, het andere van Dré. Ik denk niet dat iemand dat ooit gedaan heeft. We hadden ongeveer 40 nummers na Stankonia, we konden niet stoppen met opnemen.” Hij verwachtte ook dat het album eind 2001 of begin 2002 uitgebracht kon worden. Tussen de opnamen door werd in december 2001 het compilatiealbum Big Boi and Dre Present...Outkast uitgebracht. Een ander project van OutKast was een film met André 3000 en Big Boi in de hoofdrol. Het schrijven van een script en het komende album ging parallel.
Big Boi vertelde over de tijdelijke solocarrières dat "er verschillende processen zijn waar je door heen moet gaan om ergens te komen. (...) Dit was een uitdaging. En gewoon iets wat spannend is." Big Boi was van mening dat de opnamen van Stankonia te 'makkelijk' waren. Het nummer "Flip Flop Rock" werd samen met Killer Mike en Jay-Z opgenomen. Big Boi noemde de opnamen daarvan "verbale gymnastiek. We nemen de teksten heel serieus en we laten iedereen zien wat we waard zijn." Op Speakerboxxx/The Love Below zijn een groot aantal gastartiesten te horen, zoals Cee Lo Green, Ludacris, Lil' Jon & The East Side Boyz en Kelis. Big Boi's zoon Bamboo is te horen op het gelijknamige nummer. Het nummer "She Lives in My Lap" werd door André 3000 opgenomen met actrice Rosario Dawson. André 3000: "Ik had een vrouwelijke artiest nodig en daarvoor keek ik in de huidige muziekindustrie. Ik kon echter niemand vinden die in het nummer paste. Dus toen zei Bryan Barber tegen me: waarom vraag je Rosario niet? Dat vond ik een goed idee."
De twee albums werden grotendeels zelf geproduceerd. André 3000 verzorgde al zijn eigen tracks behalve "Roses", waar Dojo5 bij hielp. Big Boi vroeg Carl Mo, Mr. DJ, Cutmaster Swiff & André 3000 voor de productie van enkele nummers. Begin 2003 rondde Big Boi zijn album als eerste af. André 3000's opnamen duurden wat langer: in maart was 80 procent van zijn gedeelte af. De voorlopige titel van het album werd Outkast Present… Big Boi and Dre. In mei werd de titel vastgesteld op Speakerboxxx/The Love Below en werd de releasedatum van 19 augustus bekendgemaakt. Deze datum werd later weer verschoven naar 26 augustus, 9 september en 23 september.

### Stijl en teksten
De twee albums verschillen qua muziekstijl van elkaar. Big Boi's Speakerboxxx is hiphop-gericht, terwijl André 3000's The Love Below meer funk en pop is. Het geluid op Speakerboxxx is old-school hip-hop, gemixt met snelle teksten. Een uitzondering op het album was het R&B-nummer "The Way You Move". Big Boi maakte veel gebruik van trompetten. "Ghetto Musick" bevat een sample van het nummer "Love, Need & Want You" van Patti LaBelle. André 3000 is in vergelijking met de vorige albums meer zingend te horen. Hij verwerkt veel jazz-invloeden in zijn muziek (zoals in het nummer "Love Hater") en maakt veel gebruik van de piano. Ook heeft hij in tegenstelling tot Big Boi bijna al zijn nummers zelf geproduceerd.
De teksten op het album gaan voor een gedeelte over sociale kwesties. Big Boi rapt over armoede, het leven in een getto, gevangenissen en politiek. Dat laatste komt voor in het nummer "War", waarin hij rapt: "I rap about the Presidential election and the scandal that followed, and we all watched the nation as it swallowed and chalked it up. Basically, America you got fucked." André 3000 rapt op zijn The Love Below meer over relaties en vrouwen.

## Uitgave
| Posities Album van het jaar 2003 | Posities Album van het jaar 2003 |
| -------------------------------- | -------------------------------- |
| Amazon.com (VS)                  | 1                                |
| Billboard (VS)                   | 1                                |
| Blender (VS)                     | 2                                |
| Pitchfork (VS)                   | 22                               |
| Rolling Stone (VS)               | 1                                |
| Q Magazine (UK)                  | 8                                |
| NME (UK)                         | 8                                |
| HUMO (Bel)                       | 3                                |
| OOR (Ned)                        | 2                                |

### Verkoop en prestaties
Speakerboxxx/The Love Below werd 510.000 keer verkocht in de eerste week en 234.000 in de tweede week. Daarmee bereikte het in de eerste week de koppositie in de Billboard 200. Aan het eind van het jaar 2003 waren er 2.6 miljoen stuks verkocht. "Hey Ya!" stond 9 weken op de nummer 1-positie in de Billboard Hot 100, voordat het van die plek werd gestoten door “The Way You Move”. In februari 2004 werd OutKast genomineerd voor 6 Grammy Awards. Uiteindelijk won het album de prijs voor "Album van het Jaar" en "Rap-album van het Jaar". In Nederland plaatste OOR het album op de tweede plaats in de Jaarlijst 2003, na Elephant van The White Stripes.
Het album kreeg wereldwijd positieve kritieken. Metacritic kwam voor het album uit op een 9.1, gebaseerd op 25 recensies. The Guardian noemt beide albums "subliem: samen zijn zij het Sign o' the Times of The White Album van de hiphop. Een carrière-bepalend meesterwerk van ongekende ambitie." Uncut Magazine geeft aan dat The Love Below "de meest sublieme popmuziek van het jaar bevat." NME noemt het dubbelalbum "twee Technicolor-explosies van creativiteit waar mensen de komende jaren mee gaan experimenteren, analyseren en feesten." Van de recensisten was Rolling Stone het minst positief, met een 6.0 uit 10: "Speakerboxxx overstijgt niet het niveau van Stankonia; het bevat niet de durf en biedt geen nieuwe invalshoeken. (...) Vaak maakt [Andre 3000] een album dat meer excentriek is dan hijzelf. En dat zegt veel."

## Tracks

### CD 1:Speakerboxxx
Alle nummers geproduceerd door Big Boi, tenzij vermeld.
1. "Intro" – 1:29 prod. door Cutmaster Swiff
2. "Ghetto Musick" (met Patti Labelle) – 3:56 prod. door Andre 3000
3. "Unhappy" – 3:19 prod. door Mr. DJ
4. "Bowtie" (met Sleepy Brown en Jazze Pha) – 3:56
5. "The Way You Move" (met Sleepy Brown) – 3:54 prod. door Carl Mo & Big Boi
6. "The Rooster" – 3:57 prod. door Carl Mo & Big Boi
7. "Bust" (met Killer Mike) – 3:08
8. "War" – 2:43 prod. door Mr. DJ
9. "Church" – 3:27 prod. door Andre 3000
10. "Bamboo" (Interlude) – 2:09
11. "Tomb of the Boom" (met Konkrete, Big Gipp en Ludacris) – 4:46
12. "E-Mac" (Interlude) – 0:24
13. "Knowing" – 3:32 prod. door Mr. DJ
14. "Flip Flop Rock" (met Killer Mike en Jay-Z) – 4:35 prod. door Big Boi & Mr. DJ
15. "Interlude" – 1:15
16. "Reset" (met Khujo Goodie en Cee Lo Green) – 4:35
17. "D-Boi" (Interlude) – 0:40
18. "Last Call" (met Slimm Calhoun, Lil Jon & the East Side Boyz en Mello) – 3:57 prod. door Andre 3000
19. "Bowtie" (Postlude) – 0:34

### CD 2:The Love Below
Alle nummers geproduceerd door André 3000, tenzij vermeld.
1. "The Love Below" (Intro) – 1:27
2. "Love Hater" – 2:49
3. "God" (Interlude) – 2:20
4. "Happy Valentine's Day" – 5:23
5. "Spread" – 3:51
6. "Where Are My Panties?" – 1:54
7. "Prototype" – 5:26
8. "She Lives in My Lap" (met Rosario Dawson) – 4:27
9. "Hey Ya!" – 3:55
10. "Roses" (met Big Boi) – 6:09 prod. door Dojo5
11. "Good Day Good Sir" (Interlude) (met Fonzworth Bentley) – 1:24
12. "Behold a Lady" – 4:37
13. "Pink & Blue" – 5:04
14. "Love in War" – 3:25
15. "She's Alive" – 4:06
16. "Dracula's Wedding" (met Kelis) – 2:32
17. "Take Off Your Cool" (met Norah Jones) – 2:38
18. "Vibrate" – 6:33 (explicit CD, aangepaste LP), 6:38 (aangepaste CD, explicit LP)
19. "A Life in the Day of Benjamin André (Incomplete)" – 4:50 (aangepaste CD, explicit LP), 5:11 (explicit CD, aangepaste LP)

Na het winnen van 2 Grammy Awards voor Speakerboxxx/The Love Below besloot OutKast het album opnieuw uit te geven met extra credits en twee nummers op The Love Below tussen "Dracula's Wedding" en "Take Off Your Cool": "The Letter" (interlude, 0:21) en "My Favorite Things" (5:14).

## Medewerkers

### OutKast
- André 3000 vocals, gitaar, keyboard, producent, saxofoon
- Big Boi vocals, keyboard, producent

### Gastmuzikanten
- Backbone - achtergrondzang
- Big Gipp - vocals, achtergrondzang
- Cee Lo Green - vocals
- Cutmaster Swiff - scratching, producent
- David Arnez - snaren
- David Braitberg - snaren
- Debra Killings - achtergrondzang en basgitaar
- Eleanor Arnez - snaren
- Eric V. Johnson - snaren
- Gary Harris - saxofoon
- Hornz Unlimited - hoorn
- Jay-Z - vocals
- Jazze Pha - vocals
- Joi - achtergrondzang
- Kelis - vocals
- Kevin Brandon - basgitaar
- Kevin Kendricks - keyboard
- Khujo Goodie - vocals
- Killer Mike - vocals
- King Stephen - achtergrondzang
- Konkrete - vocals
- Lil' Jon & The East Side Boyz - vocals
- Marianne Lee Stitt - achtergrondzang
- Mildryln Andrews - achtergrondzang
- Myrna "Skreechy Peach" Crenshaw - achtergrondzang
- Norah Jones - vocals
- Rajinder Kala - conga
- Richard Keller - snaren
- Rosario Dawson - achtergrondzang
- Sleepy Brown - achtergrondzang
- Slimm Calhoun - vocals
- The Benjamin Wright String Orchestra - orkest
- Tori Alamaze - achtergrondzang

- Aaron Mills - basgitaar
- Darryl Smith - gitaar
- David Whild - gitaar
- Donny Mathis - gitaar
- Jef Van Veen - drums
- Ludacris - vocals
- Kevin Smith - basgitaar
- Marvin "Chanz" Parkman - keyboard, orgel
- Mello - vocals
- Moffet Morris - basgitaar
- Rabeka Tunei - achtergrondzang
- Sanford Salzinger - snaren
- Tomi Martin - gitaar
- William Murphy - snaren
- ZaZa - gitaar

### Productie
- Bernie Grundman - mastering
- Brian Gardner - mastering
- Brian Paturalski - opnamen
- Carl Mo - producent
- Chris Carmouche - opnamen
- Darrell Thorpe - producent
- Dexter Simmons - mixen
- Dojo5 - producent
- John Frye - mixen, opnamen
- Kevin Davis - mixen
- Matt Still - opnamen
- Mr. DJ - producent
- Neal Pogue - mixen
- Padraic Kernin - opnamen
- Pete Novak - opnamen
- Reginald Dozier - producent
- Robert Hannon - opnamen
- Tomoka Nagatani - opnamen
- Vincent Alexander - opnamen